# Guerra das Areias
A Guerra das Areias foi um conflito fronteiriço entre Marrocos e Argélia em Outubro de 1963, na sequência da reivindicação por parte de Marrocos das províncias de Tindouf e Béchar que a França havia anexado à Argélia Francesa décadas antes.

## Antecedentes
Antes da colonização francesa no século XIX, partes do sul e oeste da Argélia pertenciam a Marrocos. Na década de 1930 e depois na década de 1950, a França integrou-as no que era conhecido como o Departamento Ultramarino da Argélia Francesa, nas áreas de Tindouf e Béchar. Quando Marrocos se tornou independente, quis reaver a soberania sobre essas áreas. Num esforço para cortar o apoio que o movimento de libertação da Argélia tinha em Marrocos, a França ofereceu-se para devolver essas áreas em troca de Marrocos cancelar o seu apoio às guerrilhas. O rei Mohammed V de Marrocos recusou-se a fazer tal acordo com França, nas costas dos "irmãos argelinos", e acordou com o governo provisório argelino e seu líder nacionalista Ferhat Abbas, que quando a Argélia ganhasse a sua independência renegociaria o estatuto das áreas de Tindouf e Béchar.
Todavia, logo depois da independência da Argélia, e antes de que o acordo com Mohammed V pudesse ser formalmente ratificado, Abbas foi afastado da Front de Libération Nationale por uma coligação apoiada pelos militares e conduzida pelo líder radical Ahmad Ben Bella. Os últimos e sangrentos anos da rebelião da FLN foram combatidos essencialmente para prevenir a França de dividir as regiões no Deserto do Saara e entregá-las a Marrocos, e assim nem Ben Bella nem os restantes dirigentes da FLN estavam particularmente receptivos às reclamações de Marrocos. Os argelinos assim não reconheceram as reclamações históricas e políticas de Marrocos, e, pelo contrário, encararam as demandas marroquinas como tentativas de agastar o recém-independente vizinho e pressioná-lo quando estava ainda fraco em termos de consolidação de estruturas de defesa. A Argélia estava ainda a recuperar da longa e desgastante Guerra da Argélia, e o governo mal tinha controlo sobre a totalidade do território - significativamente, uma rebelião dos Berberes anti-FLN sob a liderança de Hocine Aït Ahmed tinha-se iniciado pouco antes nas montanhas da Cabília. A tensão escalava, e nenhum lado queria ceder.

## A guerra
Escaramuças ao longo da linha de fronteira acabaram por dar origem a um confronto com combates intensos em redor dos oásis de Tindouf e Figuigue. O exército da Argélia, acabado de se formar a partir da guerrilha da FLN (a ALN, Armée de Libération Nationale) dispunha quase somente de equipamento e armas ligeiras. Tinha, no entanto, dezenas de milhar de veteranos com experiência de guerra, prontos para o combate, e motivados pelo governo militar pós-Guerra da Argélia. Por outro lado, enquanto o exército moderno e bem-equipado de Marrocos era superior no campo de batalha, não conseguiu penetrar na Argélia.
Os aliados da Argélia foram a União Soviética, Cuba e Egipto. Marrocos recebeu uma ajuda mais discreta de França e dos Estados Unidos da América.
A guerra entrou em impasse e foi parada com a intervenção da Organização de Unidade Africana (OUA) e a Liga Árabe, e terminou em cerca de três semanas. A OUA conseguiu obter um cessar-fogo em 20 de Fevereiro de 1964 . Um acordo de paz foi feito então pela mediação da Liga Árabe e uma zona desmilitarizada instituída, embora a hostilidade permanecesse.

## Resultado
A Guerra das Areias foi a base de uma permanente e por vezes hostil rivalidade entre Marrocos e Argélia, exacerbada pelas diferenças políticas entre a conservadora monarquia marroquina e o revolucionário e nacionalista árabe governo militar argelino .  A marcação final da fronteira na área de Tindouf apenas foi acordada muitos anos depois, num processo de negociação que se estendeu de 1969 a 1972, com a Argélia a oferecer a Marrocos a partilha dos lucros do minério de ferro de Tindouf em troca do reconhecimento de fronteiras.
Tanto em Marrocos como na Argélia, os governos usaram a guerra para denominar os movimentos de oposição como antipatrióticos. A UNFP marroquina e a argelina-berbere FFS de Aït Ahmed sofreram ambas com esta atitude. No caso da UNFP, o seu líder Mehdi Ben Barka alinhou com a Argélia, e foi condenado à morte in absentia. Na Argélia, a rebelião armada da FFS na Cabília ficou parada, porque os comandantes desertaram para se juntar às forças armadas nacionais contra Marrocos.
Muitos argumentaram que a Guerra das Areias e o seu amargo legado foram um factor importante na atitude da Argélia em relação ao conflito no Saara Espanhol no início da década de 1970. Em 1975, Marrocos tomou o controlo desse território, agora conhecido como Saara Ocidental, enquanto a Argélia começou a apoiar política e militarmente a Frente Polisário, a guerrilha independentista Sahrawi.